# 手塚能理子
手塚 能理子（てつか のりこ、1955年10月24日- ）は、日本の編集者、ライター。元『ガロ』副編集長、現『アックス』編集長、青林工藝舎社長。

## 略歴
栃木県宇都宮市出身。高校卒業後、上京。
1979年に、高校時代からあこがれていた漫画雑誌『ガロ』の青林堂に入社し、編集者となる。
数年後に退社してフリーのライターとして活動した後、青林堂に出戻り、1995年から白取千夏雄と共に『ガロ』副編集長に就任。
1997年、社長交代を機におきた青林堂の内紛時に、他の編集部員を率いて青林堂を退社。その後、青林堂創業者の長井勝一が保有していたレーベル「青林工芸舎」の名称をもとに、「青林工藝舎」を興して『ガロ』の実質的な後継誌『アックス』を創刊し、現在に至る。

## 著書
- 『ビンボー自慢―本家本元家元正統元祖始祖教祖』潮流出版、1984年11月
- 『亜細亜の恋人』みうらじゅん・手塚能理子（共著）CBS・ソニー出版、1986年9月
- 『恋、がんばる』実業之日本社、1992年11月